# Hector Levesque
Hector Joseph Levesque (* 1951) ist ein kanadischer Informatiker, der sich mit  künstlicher Intelligenz befasst.
Levesque studierte an der University of Toronto mit dem Bachelor-Abschluss 1975, dem Master-Abschluss 1977 und der Promotion bei John Mylopoulos 1981 (A Formal Treatment of Incomplete Knowledge Bases). Danach war er am Fairchild Laboratory for Artificial Intelligence in Palo Alto und ab 1984 Professor an der University of Toronto.
Er befasst sich mit Wissensdarstellung und damit verbundene Schlussweisen und sein Tell/Ask-Interface, das er in seiner Dissertation einführte, wurde vielfach benutzt. Er war an der Initiierung mehrerer neuer Forschungsfelder beteiligt (Implicit Belief und Explicit Belief, Vivid Reasoning, kognitive Robotik, neue Methoden der Erfüllbarkeit (Satisfiability)). 2011 schlug er als Alternative zum Turing-Test die Winograd Schema Challenge vor.
Er ist im Herausgebergremium von Artificial Intelligence. 2001 bis 2003 war er Präsident des Board of Trustees der IJCAI und stand der IJCAI Konferenz von 2001 vor. Er ist Fellow der AAAI und der Royal Society of Canada. 2013 erhielt er den IJCAI Award for Research Excellence und 1985 den IJCAI Computers and Thought Award. 1990/91 war er Steacie Fellow und 1984 bis 1995 Fellow des Canadian Institute for Advanced Research. Für 2020 wurde Levesque der ACM-AAAI Allen Newell Award zugesprochen.

## Schriften (Auswahl)
- Common Sense, the Turing Test, and the Quest for Real AI, MIT Press, 2017.
- Thinking as Computation, MIT Press, 2012.
- mit Ronald Brachman: Knowledge Representation and Reasoning, Morgan Kaufmann, Elsevier 2004.
- mit Gerhard Lakemeyer: The Logic of Knowledge Bases, MIT Press, 2000.
- mit Fiora Pirri (Hrsg.): Logical foundations for cognitive agents: contributions in honor of Ray Reiter, Springer 1999
- mit Ernest Davis, Leora Morgenstern: The Winograd Schema Challenge. KR 2012[3]